# Timo Achenbach
Timo Achenbach (Witten, 1982. szeptember 3. –) német labdarúgó, az SV Sandhausen hátvédje.

## Klubcsapatokban
Profi pályafutását a Borussia Dortmund II-ben kezdte. 2003 és 2004 közt kölcsönben a VfB Lübeckben szerepelt. 2004 és 2005 közt szintén kölcsönben az 1. FC Köln játékosa volt. A 2005 és 2008 közti időt az SpVgg Greuther Fürthnél töltötte. 2008-tól volt az Alemannia Aachen tagja. 2012 óta az SV Sandhausenben játszik.

## Válogatottban
Háromszor lépett pályára a német U21-es labdarúgó-válogatottban. Egyszeres B-válogatott.